# Soosalu (Märjamaa)
Soosalu – wieś w Estonii, prowincji Rapla, w gminie Märjamaa.